# Operalia
Operalia er en årlig international konkurrence for unge operasangere. Den blev etableret i 1993 af den berømte tenor Plácido Domingo, og konkurrencen har hjulpet til at lancere karrierer for flere vigtige kunstnere, såsom Joseph Calleja, Giuseppe Filianoti, Rolando Villazon, José Cura, Joyce DiDonato, Elizabeth Futral, Inva Mula og Ana María Martínez.
Operalia er baseret i Paris i Frankrig, men konkurrencen foregår i en ny by hvert år. Konkurrencen er åben for sangere i alderen 18 til 30 år, som allerede optræder på et højt kvalificeret niveau. Alle stemmetyper af begge køn er i stand til at konkurrere. Deltagerne i konkurrencen er udvalgt ved auditions gennem en indsendt lydoptagelse. Et panel bestående af tre dommere lytter og vurderer lydoptagelserne. Kun de 40 bedste kandidater inviteres til at deltage i konkurrencen. Typisk modtager organisationen 800 til 1.000 ansøgninger hvert år.